# Wenzel Trnka von Krzowitz
Wenzel Trnka von Krzowitz (* 16. Oktober 1739 in Tábor, Böhmen; † 12. Mai 1791), tschechisch Václav Trnka z Křovic, war ein böhmischer Arzt, Medizinprofessor und Laienkomponist im 18. Jahrhundert.

## Leben

### Biographie
Wenzel Trnka von Krzowitz wurde am 16. Oktober 1739 in Tabor in Böhmen geboren. Er studierte Medizin in Prag und Wien. Er erhielt 1769 auf Empfehlung von Gerard van Swieten (1700–1772), dem niederländischen Leibarzt Maria Theresias von Österreich, eine Anstellung im Militärkrankenhaus in Wien. 1770 wurde ihm der Doktortitel für seine Arbeit „De morbo coxario“ zuerkannt. Im selben Jahr wurde er auf die Professur für Anatomie an der Universität Tyrnau, heute Trnava, berufen, die jedoch 1777 aufgelöst wurde. Wenzel Trnka wurde nach Ofen, dem heutigen Buda, versetzt und erhielt 1784 den Lehrstuhl für Pathologie der Universität in Pest. Er starb am 12. Mai 1791.

### Medizinisches Werk
Wenzel Trnka beschäftigte sich vor allem mit medizinhistorischen Themen und veröffentlichte unter anderem Arbeiten zur Geschichte der Amaurose, der Leukorrhoe, der Ophthalmie, der Kardialgie, der Rachitis, der Tympanitis und der Hämorrhoiden sowie über Tetanus und Diabetes.

### Musikalisches Werk
Neben seiner Tätigkeit als Mediziner beschäftigte sich Wenzel Trnka von Krzowitz mit Musik und komponierte einige Musikstücke. Er war mit Gottfried van Swieten, dem Sohn von Gerard van Swieten und Mäzen Wolfgang Amadeus Mozarts, befreundet. Er schrieb mindestens 61 Kanons nach Vorgaben von Pietro Metastasio. 15 Jahre nach seinem Tod wurden zwei Serien mit jeweils zwölf Kanons veröffentlicht, wahrscheinlich von seiner Frau Therese und ihrem späteren Ehemann Franz Stadler, der als Tenor der Gesellschaft der Musikfreunde in Wien sang.
1988 entdeckte der Musikwissenschaftler Wolfgang Plath, dass die Melodien zweier vormals Wolfgang Amadeus Mozart zugeschriebener Kanons von Wenzel Trnka von Krzowitz stammten. Dabei handelt es sich um die Kanons Tu sei gelosa, è vero (KV 233 (382d)), von Mozart verfremdet als Leck mir den Arsch fein recht schön sauber, und Bei der Hitz im Sommer ess ich, im Original So che vanti un cor ingrato.